# 유나이티드 사커 리그
유나이티드 사커 리그(United Soccer League)는 USL 챔피언십, USL 리그 1, USL 리그 2를 총괄 운영하는 미국의 축구 기구이다.